# Jorma Nortimo

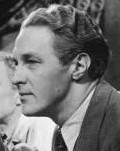
Jorma Nortimo

Jorma Nortimo (* 20. Januar 1906 in Helsinki; † 2. Juli 1958 ebenda) war ein finnischer Schauspieler und Regisseur.
Nortimo begann seine Tätigkeit am Theater in Turku, an dem er zeit seines Lebens tätig war und war ab 1936 auch beim Film als Schauspieler beschäftigt. Bis zu seinem Tod war er in mehr als 30 Filmen zu sehen; daneben führte er in 15 Filmen auch Regie, darunter einem Western über die mexikanische Revolution, Herra ja ylhäisyys. 1951 drehte er den ersten der Rillumarei-Komödien (in dem die Spielhandlung durch häufige Musikstücke unterbrochen wird), Rovanienem markkinoilla (dt.: Auf dem Markt in Rovaniemi). Außerdem war er als Szenenbildner tätig.

## Filmografie (Auswahl)
- 1943: Herra ja ylhäisyys